# Moses och Aron
för kanonerna på Oscarsborg, se det uppslagsordet
Moses och Aron (Moses und Aron) är en opera i tre akter (ofullbordad) med musik av Arnold Schönberg till egen text efter Bibeln. Uruppförd konsertant 12 mars 1954 i Norddeutscher Rundfunk i Hamburg och sceniskt 6 juni 1957 i Opernhaus Zürich. Svensk premiär på Kungliga Operan i Stockholm 26 oktober 1973 (gästspel av Deutsche Oper am Rhein).

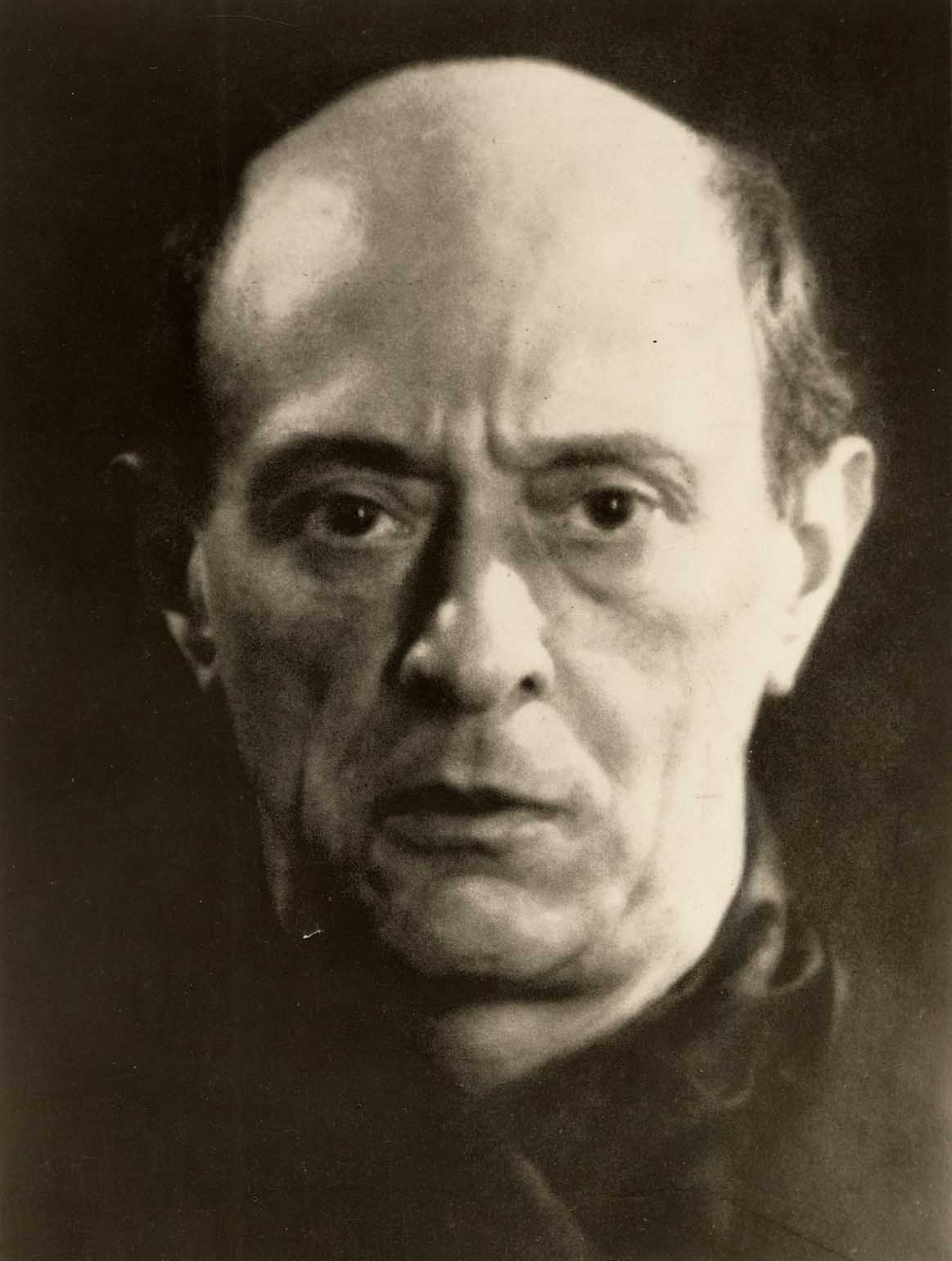
Arnold Schönberg

## Bakgrund
Schönbergs primärkälla för Moses och Aron var naturligtvis Bibeln, och i synnerhet de passager i Andra Mosebok och Fjärde Mosebok som handlar om den brinnande busken, Guldkalven och stentavlorna med De tio budorden. Från början hade han kryddat texten med åtskilliga citat från Martin Luthers tyska bibelöversättning men senare tog han bort dessa då han inte ville ha texten färgad av 1500-talet. Schönberg var angelägen att texten skulle tala med hans egen röst och koncentrerade sig på förhållandet mellan Moses och Aron, istället för att göra en biblisk opera. Det mesta om Moses tidigare liv finns inte med: hans födelse, Faraos dotter som räddar honom i vassen, mordet på egyptiern och flykten ut i öknen. På samma sätt är alla spektakulära händelser som inträffar mellan akt I och akt II också utelämnade: de tio plågorna som hemsökte egyptierna, det judiska folkets uttåg samt delningen av Röda havet och förgörelsen av faraos armé.

## Historia
Ursprungligen hade Schönberg tänkt sig det hela som ett oratorium men ändrade sig och gjorde det till en opera. Hans intention var att följa bibeltexten så nära som möjligt. Men den enligt hans mening arkaiserande lutherska bibelöversättningen utgjorde ett hinder, liksom även de motsägelser som förekom i Bibeln, i synnerhet med avseende på Arons roll. Han beslutade sig för att behandla bibeltexten fritt. Han började komponera i maj 1930 och 10 mars 1932 var de två första akterna färdiga. När Adolf Hitler kom till makten 1933 lämnade Schönberg Tyskland och reste till Frankrike, där han formellt konverterade tillbaka till judendomen. 1937 befann han sig i USA där han skrev färdigt den fullständiga texten och gjorde några musikaliska skisser, men operan fullbordades aldrig. Med Moses sammanbrott (i slutet av akt II) är allt väsentligt berättat. Verket förblev visserligen ofullbordat men fungerar ändå som en helhet i sig.

## Tolvtonsmusik

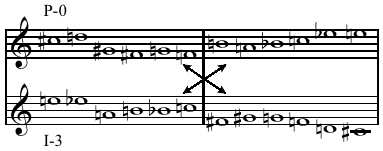
Tonserie ur Moses och Aron

Operans musik är helt och hållet komponerad enligt tolvtonstekniken. All musik är byggd på en enda tolvtonsserie De båda första ackorden (Gudssymbolen är bildade av seriens första respektive sista toner (en symbol för "alfa" och "omega"). Schönbergs polyfoni är alltid mästerlig och ytterst komplicerad. Körstämmorna förs oftast i en dubbel spegelkanon. Tanz um das Goldene Galb (Dansen runt guldkalven) har blivit berömd. Här försökte tonsättaren, som annars hade svårt för all slags balett, att skapa ett populärt och attraktivt nummer, men utan att ge avkall på tolvtonsteknikens grundprinciper.

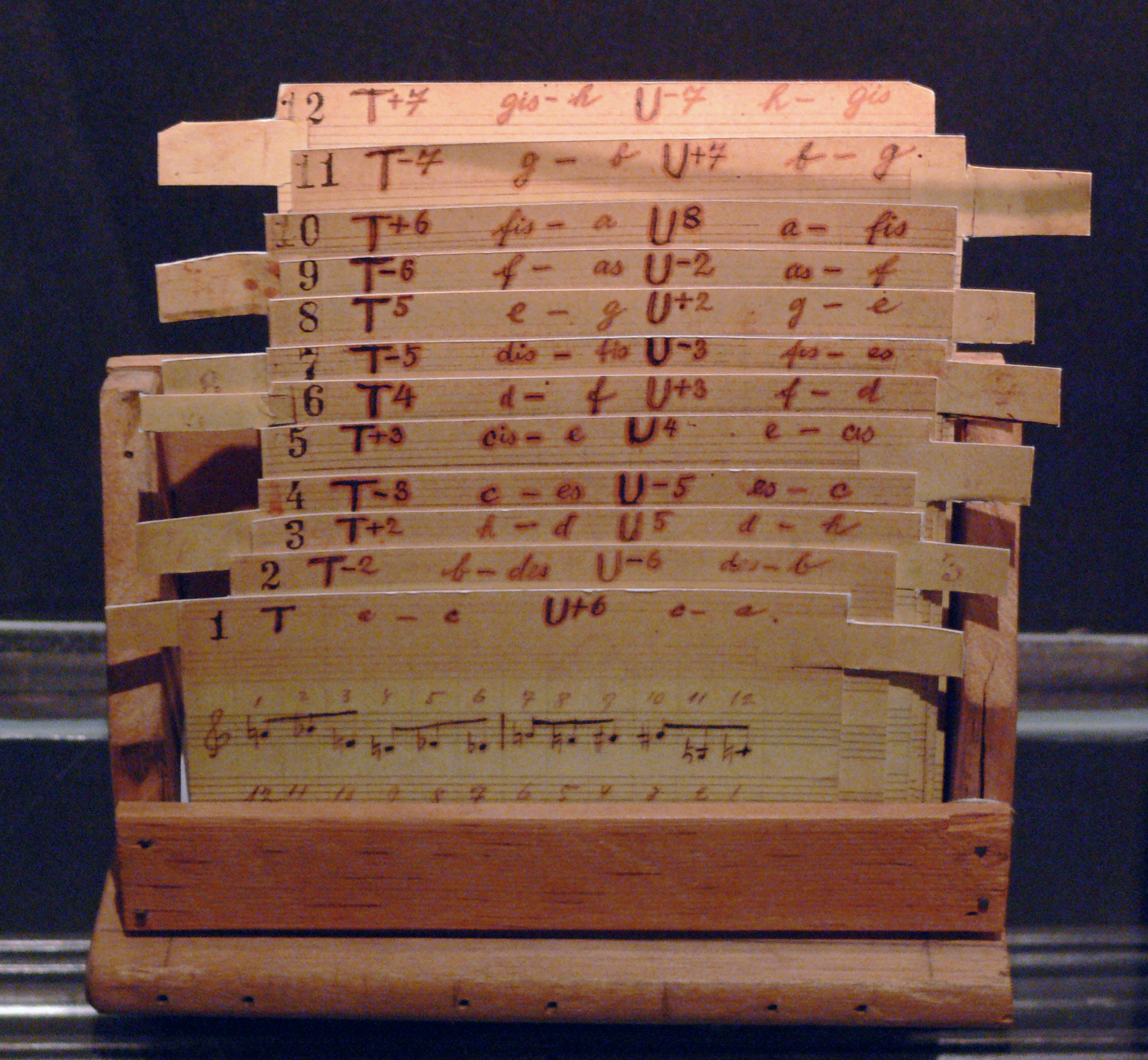
Den tolvtonsserie som Schönberg använde sig av under komponerandet av operan. Musikmuseet i Wien.

Anmärkningsvärt i operan är behandlingen av kören. Gud och folket framställs med snarlika musikaliska medel, med den märkliga klangen från en halvt sjungande, halvt talande kör. Det "utvalda" folket är, enligt Schönbergs uppfattning, även ett slags spegelbild av Gud. Trots alla dess missdåd bär folket latent inom sig Guds fullkomlighet, medan Moses och Aron är "ofullkomliga" eftersom de är beroende av varandra. Moses, tankens man som saknar talets gåva (och som enligt Bibeln rent av stammade), är nästan uteslutande förbehållen talsång, medan Aron däremot uttrycker sig genom sång. Gud är osynlig och därför måste även kören vara det. Stämmorna skall höras från bakgrunden. Men risken fanns att kören inte skulle bli tillräckligt tonstark. Eftersom elförstärkning fortfarande var ovanlig, funderade Schönberg på att låta installera sex telefoner på scenen, som så att säga skulle "förmedla" Guds ord. Den här idén realiserades aldrig och glömdes snart bort även av Schönberg själv.

## Personer
- Moses (talroll)
- Aron (tenor)
- Prästen (bas)
- Flickan (sopran)
- En sjuklig kvinna (alt)
- Den nakne ynglingen (tenor)
- Efraimiten (baryton)
- Mannen (baryton)
- Fyra nakna jungfrur (2 sopraner, 2 altar)
- Rösten från den brinnande busken, tiggare, åldringar, de 70 äldste, de 12 stamhövdingarna (kör)

## Handling
Akt I
Scen 1

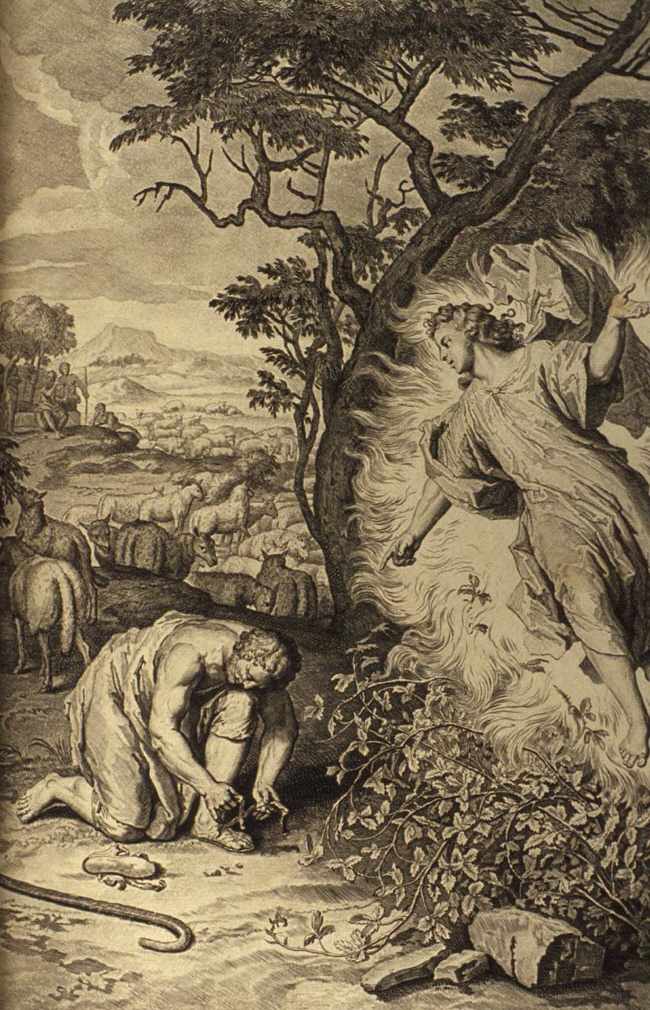
Gud uppenbarar sig för Moses i den brinnande busken. Bibelillustration från 1728.

Från den brinnande busken ger sig Gud tillkänna för Moses. Han befaller honom att leda Israels folk ut ur den egyptiska fångenskapen. Folket skall upphöra med dess avgudadyrkan och bekänna sig till Honom, den ende, osynlige, ofattbare Gud. Moses förstår visserligen Guds tankar, men eftersom han inte är vältalig, blir han utlovad hjälp av Aron.
Scen 2
Moses och Aron träffas i öknen. Moses vill förkunna Guds rena ord, men Aron invänder och menar att budskapet måste framställas populistiskt.
Scen 3
Underrättelsen om att Moses och Aron har slutit ett förbund med en "ny" gud, möter såväl bifall som motstånd bland judarna. Prästen ingjuter tvivel på den nye guden i folket, men Aron intalar dem att känna sig stolta över att de är Den allsmäktiges utvalda.
Scen 4
Moses och Aron förkunnar den ende, osynlige, ofattbare Guds budskap. Folket är skeptiska till en gud de inte kan se, men då Moses uppgivet kastar sin stav på marken förvandlas den till en orm. Med hjälp av en rad liknande underverk övertygar Aron till sist folket om Guds existens, och han lovar att föra dem till landet som flyter av mjölk och honung.
Akt II
Scen 1
Moses befinner sig sedan 40 dagar på toppen av berget Sinai, där Gud uppenbarar budorden för honom. Folket saknar ledare. Det råder upprorsstämning. De 70 äldste ber Aron att snabbt finna en lösning för att återställa ordningen.
Scen 2
Eftersom folket kräver att man skall återgå till att dyrka de gamla gudarna, låter Aron förfärdiga och ställa upp en avgudabild, en guldkalv. Han framhäver att Gud finns i allting.
Scen 3

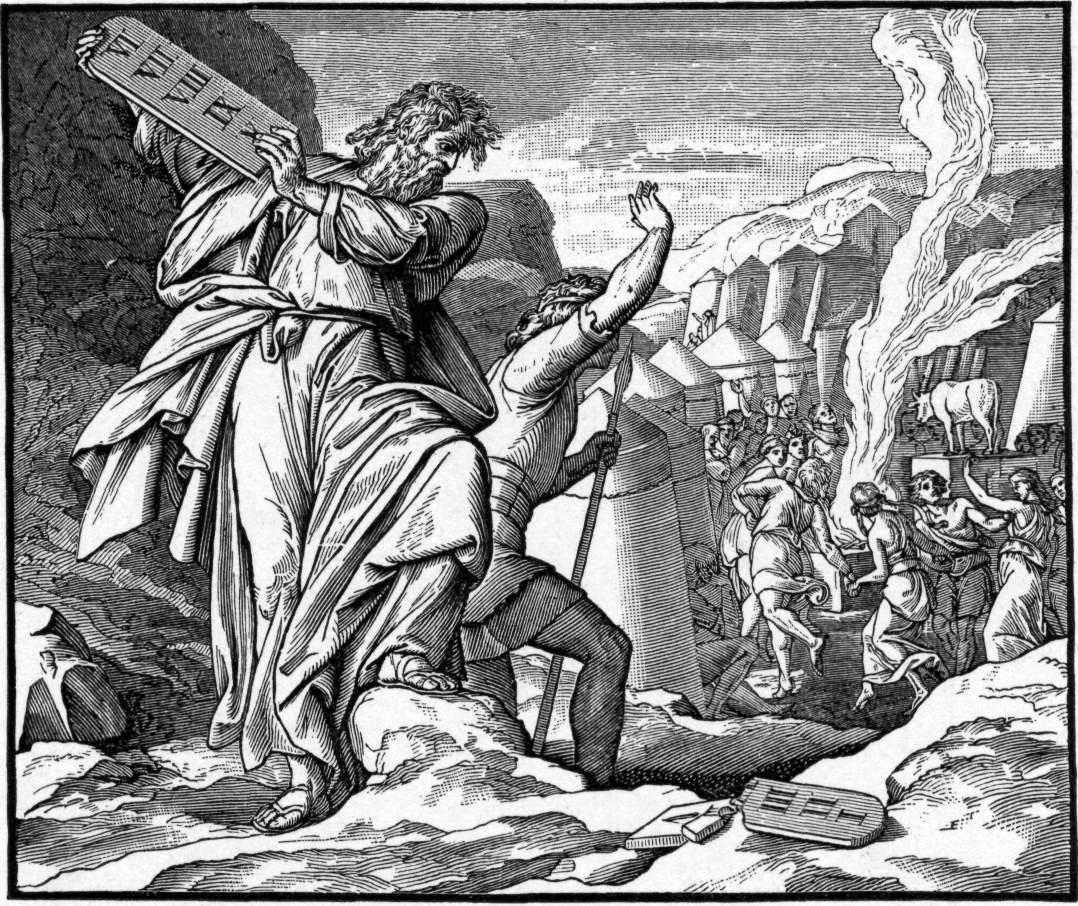
Dansen kring guldkalven och Moses som kastar lagtavlorna. Bibelillustration 1897.

Guldkalven invigs med danser och blodiga offerceremonier.
Scen 4
Då stiger Moses ned från berget med lagtavlorna. Hans gudomliga ord äger makt och han förstör avgudabilden.
Scen 5
Moses ställer Aron till svars. Men Aron försvarar sig skickligt. Om bilder är falsks, då är även lagtavlorna falska, eftersom de bara är avbilder av tanken. Moses krossar då tavlorna. När folket följer en eldstod som förvandlas till en molnstod, resignerar han: "O, ord, du ord, som mig felar".
(I akt III, som Schönberg inte tonsatte, fortsätter uppgörelsen mellan Moses och Aron. Aron döms på grund av sin försyndelse mot ordet till döden. Moses skänker honom friheten: "Om han det förmår, då lever han". Men när Aron fjättrar lossas, faller han död ner.)

### Analys
Operan saknar förspel eller ouvertyr. Efter bara fem takter möter vi Moses i samtal med Rösten (die Stimme) från den brinnande busken. Rösten framförs av en sexstämmig kör som talsjunger i Sprechgesang och ytterligare sex sångare nere i orkestern. Även Moses framför sitt tal i Sprechgesang, något som Schönberg tidigare använt sig av för att visa ett fjärmande från en omgivande verklighet (Gurre-Lieder, Pierrot Lunaire och Die glückliche Hand). Moses är både retorisk och fjärmande; han finner det svårt att kommunicera med alla i operan och ändå är hans uttalande gjorda med stor kraft.
I andra scenen möter Moses sin bror Aron i öknen. Brödernas olikheter börjar framträda, även i musiken. Första akten var kärv i sitt tonspråk med högtidliga körpartier och orkesterackord. Arons musikvärld är mjuk och serenadlik, och representeras av flöjt, violoner, horn och harpa. Aron tar till sig Moses idéer och gör dem mer mänskliga. Moses anser att det judiska folket är avskild från vetskapen om Gud, medan Aron sjunger om äran och glädjen med att tillhöra det utvalda folket.
I tredje och fjärde scenen för Moses och Aron fram budskapet om Gud till folket. Aron tolkar Moses tal och gör det begripligt för de andra. Aron utför mirakel och uppmuntrade av detta beslutar sig det judiska folket för att lämna Egypten för det okända.
Andra akten börjar med två scener där Moses har varit borta fyrtio dagar uppe på berget Sinai. Folket börjar tvivla och misströsta. För att blidka dem lovar Aron en återgång till det gamla och beordrar att allt guld ska smältas ner till en avgudabild.
Den tredje scenen är operans största och mest extravaganta. Med ironi samlar Aron folket för att tillbe en gud som är av deras egen skaparkraft. Nu följer scener med djuroffer, frivilliga människooffer, frosseri och otyglad sexualitet. I Andra Mosebok sammanfattas detta i en enda vers men Schönberg behövde mer utrymme för att visa hur förnekelsen av Gud är förnekelsen av allt som är gott i mänskligheten. Han gör detta genom att åstadkomma en orgie av sånger och danser vilka är en blandning av kromatiska melodier med primitiv pentatonisk ostinato och fasta slagverksrytmer.
Det hela slutar abrupt i fjärde scenen när Moses uppenbarar sig och Guldkalven försvinner genom hans ord.
Sista scenen är en enda lång dialog mellan Moses och Aron men nu är det Aron som är den starkare. Han pekar på det oundvikliga med avbilder, hur Moses förstörelse av Guldkalven i sig själv var en avbild av gudomlig kraft, hur till och med De tio budorden är avbilder. När Moses hör detta förstör han dem (inte som i Andra Mosebok i vrede vid åsynen av Guldkalven). Aron visar att även eldpelaren som leder dem om natten är en avbild. I operans sista minuter beklagar Moses sin oduglighet vad gäller kommunikation.
Schönberg fullbordade aldrig musiken till akt tre som består av en enda scen, en slutgiltig dialog mellan Moses och Aron. Kort före sin död föreslog han att texten kunde "talas ifall jag inte hinner avsluta verket".